# Raise Your Glass
"Raise Your Glass" é o primeiro single da coletânea de músicas lançada pela cantora estadunidense Pink. A canção foi composta pela própria cantora, Shellback e pelo produtor e letrista Max Martin. Lançado oficialmente como airplay em 4 de Outubro de 2010, nos Estados Unidos, só esteve disponível para download em 6 de Outubro na Austrália e, em 7 de Outubro na América do Norte.

## Antecedentes
"Raise You Glass" foi anunciada como primeiro single da coletânea Greatest Hits... So Far! em 20 de Setembro de 2010. A canção segue um forte pop / rock style, de forma semelhante tanto com seu trabalho anterior com o produtor Max Martin. Pink descreve a música como "uma celebração para as pessoas que se sentem excluídos da multidão popular". Em uma entrevista para a MTV, Pink comentou sobre a música. "Eu não sei se vai ser enorme, mas ele é novo eu fiz três novas canções Foi bom momento que eu tinha estado na estrada por dois anos.. e eu não tinha escrito nada e eu queria escrever uma canção sobre oprimidos. Ao invés de ir e se tornar um garota da capa, eu meio que só caiu na estrada e bateu na calçada ... e tornou-se uma artista de turnês. Você não tem que ser popular quando você é uma artista de turnês, você apenas tem que ser bom, e este é um agradecimento para os fãs".

## Recepção da crítica
A canção recebeu críticas positivas dos críticos de música contemporânea. Bill Lamb, da About.com classificou a canção com 4 de 5 estrelas, curtindo "a conexão imediata à sua audiência", "a celebração hino da singularidade pessoal", e o "coro, despertando cativante." Ele concluiu a análise, dizendo que "'Raise Your Glass"é um hino pop que soa duráveis. Esta canção poderia trilha sonora de um vasto leque de filmes ou TV, bem como partes da vida real e eventos. Se você precisar de um recorde pessoal para comemorar singularidade, você não precisa se transformar em qualquer outro lugar. comentou é o seu artista, e "Raise Your Glass" é sua canção." Nick Levine da Digital Spy foi francamente positivo, com a música, dando-lhe 5 de 5 estrelas e descrevendo-o como "um pop cheio-regulador de pressão / stomper rock com um refrão tão sutil quanto um filme pornô clivagem estrela, alguns clássicos do anúncio comentou-libs e os melhor par tão idiota-é o gênio do ano: "Não seja extravagante / Apenas pegue dançante" ... depois de dez anos de serviço excelente para todas as coisas pop, o champanhe (rosa) sobre nós". Becky Bain de Idolator disse que "`Pink ergueu seu copo para brindar todos os 'anormais sujinhos 'em sua nova faixa de festa". Fraser McAlpine da BBC blog classificaram 4 de 5 estrelas, dizendo que "tem que SOAR como o divertimento louco e selvagem. Provavelmente era rock, ou pelo menos a pretensão de rock. Deve haver um grande coro de comemoração, algo que reúne a todos em uma celebração gloriosa do tipo Pink Deveria haver um pouco boba uma das linhas, abuso desenfreado do idioma Inglês, algumas alegações extravagantes, um empertigado auto-estima misturado com um riso auto-depreciação, um escárnio e um sorriso".

## Videoclipe

### Antecedentes

O clipe fala sobre machismo, religião, bullying e casamento gay.

O vídeo da música foi filmado em 4 de Outubro de 2010 e é a décima segunda parceria de Pink com o diretor Dave Meyers. Baseia-se em torno de uma das experiências de Pink na vida real, e apresenta uma celebração do casamento gay, expressando suas opiniões que as pessoas não devem sentir de forma diferente em relação ao casamento gay do casamento hetero.
Em uma entrevista com a MTV Pink disse: "Eu coloquei o casamento da minha melhor amiga no vídeo - ela é lésbica e se casou com sua esposa, e foi absolutamente lindo. E no fim a mãe dela disse: 'Por que isso não é legalizado?' e começou a chorar. Foi a coisa mais comovente que eu já vi, é por isso que eu estou fazendo isso no meu vídeo."

### Sinopse
O vídeo da música em geral promove igualdade de gênero, racial, social, orientação sexual, religiosa e entre espécies. Os direitos dos animais não-humanos é abordado especificamente com as touradas (com Pink defendendo um touro de um toureiro) e da indústria de laticínios (alimentando um bezerro com o leite humano). Pink veste um gorro e roupas pretas em algumas cenas como uma referência para o Animal Liberation Front.
Cenas do vídeo também incluem uma rampa de skate, que lembra o vídeo musical do primeiro single de estreia de Pink "There You Go", e uma cena em um baile de formatura onde Pink cheirava as axilas, a mesma coisa que ela fez no vídeo da música "Get the Party Started", ambos clipes também dirigido por Meyers. As cenas finais mostram uma menina chorando durante a sua formatura, uma referência ao sucesso de P!nk ao entregar sua mensagem, depois de anos de sua estreia.

## Covers
- O Elenco Da Série Glee, regravou a música que é do episódio 16 da segunda temporada interpretada pelo cantor e ator Darren Criss.
- O Reality Show The Glee Project, também regravou a música que é do último episódio da primeira temporada.

## Desempenho nas paradas musicais
| Parada musical (2010)              | Melhor posição |
| ---------------------------------- | -------------- |
| Canadá (Canadian Hot 100)          | 2              |
| Estados Unidos (Billboard Hot 100) | 1              |
| Austrália (Top 50)                 | 1              |
| Reino Unido (Top 75)               | 13             |
| Brasil (Hot 100)                   | 10 (3x)        |
| Estados Unidos (VH1 Best Of 2011)  | 23             |

## Histórico de lançamento
| País           | Data                 | Formato          | Gravadora                    |
| -------------- | -------------------- | ---------------- | ---------------------------- |
| Reino Unido    | 6 de Outubro de 2010 | Airplay          | Sony BMG Music Entertainment |
| Estados Unidos | 6 de Outubro de 2010 | Download digital | LaFace Records               |
| Austrália      | 6 de Outubro de 2010 | Download digital | LaFace Records               |